# Удачни
Удачни (рус. Удачный) град је у Русији у Јакутији.

## Становништво
| 1970. | 1979.  | 1989.  | 2002.  | 2010.  |
| ----- | ------ | ------ | ------ | ------ |
| 2.036 | 11.604 | 19.603 | 15.698 | 12.613 |